# Champaign County (Illinois)
Champaign County is een county in de Amerikaanse staat Illinois.
De county heeft een landoppervlakte van 2.582 km² en telt 179.669 inwoners (volkstelling 2000). De hoofdplaats is Urbana.

## Bevolkingsontwikkeling

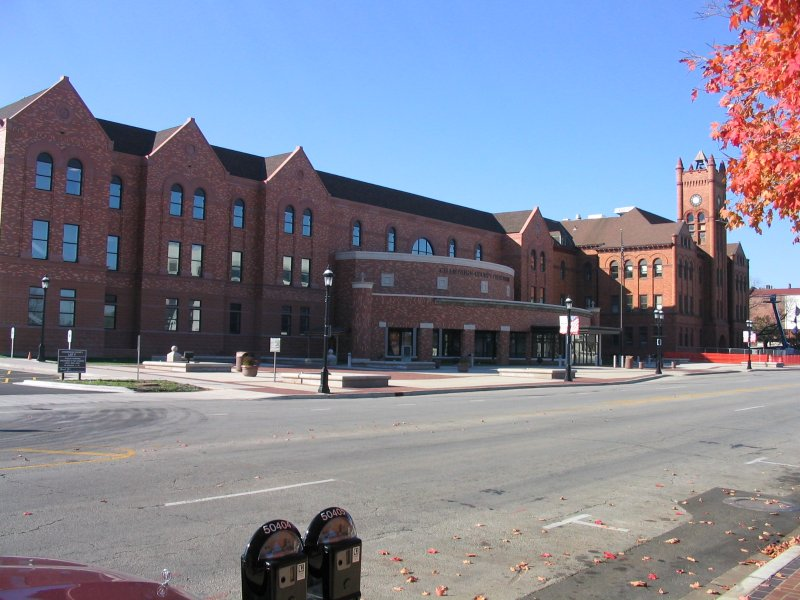
Champaign County Courthouse